# Almatret
Almatret é um município da Espanha na comarca de Segrià, província de Lérida, comunidade autónoma da Catalunha. Tem 56,8 km² de área e em 2021 tinha 310 habitantes (densidade: 5,5 hab./km²).

## Demografia
| Variação demográfica do município entre 1991 e 2004 [carece de fontes?] | Variação demográfica do município entre 1991 e 2004 [carece de fontes?] | Variação demográfica do município entre 1991 e 2004 [carece de fontes?] | Variação demográfica do município entre 1991 e 2004 [carece de fontes?] |
| ----------------------------------------------------------------------- | ----------------------------------------------------------------------- | ----------------------------------------------------------------------- | ----------------------------------------------------------------------- |
| 1991                                                                    | 1996                                                                    | 2001                                                                    | 2004                                                                    |
| 553                                                                     | 516                                                                     | 463                                                                     | 452                                                                     |